# Nanorana unculuanus
Nanorana unculuanus es una especie de anfibio anuro de la familia Dicroglossidae.

## Distribución geográfica
Es endémica de la provincia de Yunnan (China) y, quizá, también en la zona adyacente de Vietnam.

## Estado de conservación
Se encuentra amenazada de extinción por la pérdida de su hábitat natural.